# Trial de Sant Llorenç 1979
L'edició de 1979 del Trial de Sant Llorenç fou la 13a d'aquesta prova, organitzada pel Motor Club Terrassa. El trial era la cinquena prova del Campionat del Món d'aquell any i tingué lloc l'11 de març pels voltants de Sant Llorenç del Munt, amb sortida al restaurant Cavall Bernat de Matadepera, Vallès Occidental. Hi participaren 115 pilots, els quals hagueren de superar 25 zones repartides al llarg d'un recorregut que calia completar 2 vegades.
Fou la primera edició en què aquesta prova s'allunyà del seu espai tradicional, el Parc Natural de Sant Llorenç del Munt, ja que degut a certes amenaces de boicot per part d'alguns grups ecologistes, els organitzadors decidiren de traslladar-ne la major part del recorregut als voltants de Rellinars, sense arribar a entrar als límits del Parc.

## Patrocinadors
Una prova com el Trial de Sant Llorenç necessitava sempre la col·laboració i finançament de com més entitats i empreses patrocinadores millor. Les principals entitats col·laboradores de la 13a edició de la prova varen ser aquestes:
- Ajuntaments de Matadepera, Rellinars i Terrassa
- DYA
- Coca-Cola
- Fibres DuPont
- Hispano Olivetti
- Novalux Ibérica
- Rank-Xerox

Cal dir que, de cara a l'edició de 1979, el Motor Club Terrassa hagué d'ajustar considerablement el pressupost per a despeses d'organització a causa de la crisi del moment, passant dels 3.000.000 de pts (uns 18.000 euros al canvi) amb què comptà per a l'edició anterior a només 1.200.000 (uns 7.200 euros).

## Recorregut

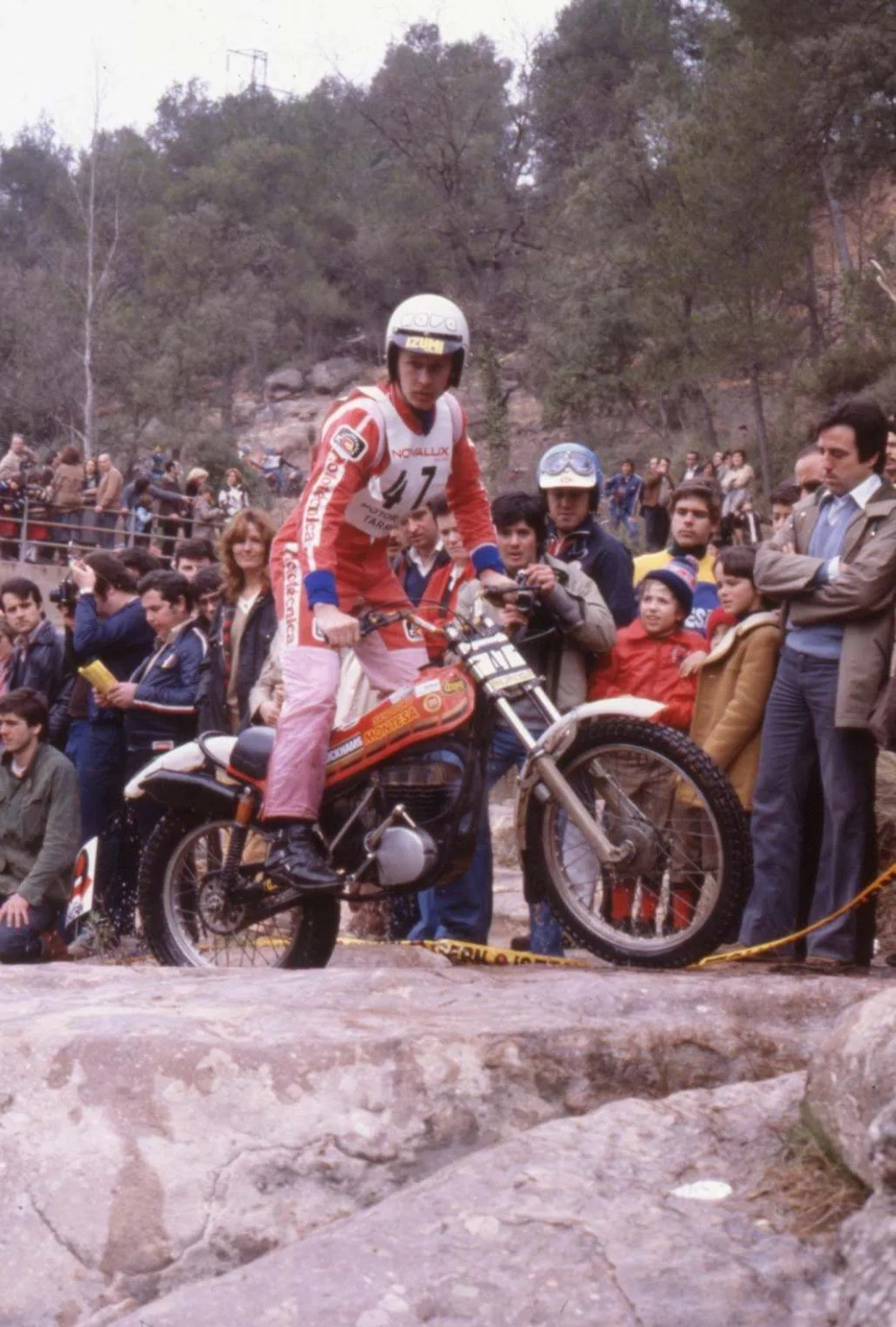
Malcolm Rathmell amb la Montesa Cota 348 a la zona 15, sota el pont del Molí de la Fàbrica, a Rellinars

La sortida i parc tancat dels participants se situà a l'esplanada que hi havia al davant del restaurant Cavall Bernat de Matadepera, situat a la urbanització "Can Marcet", concretament al quilòmetre 6 de la carretera de Terrassa a Talamanca (BV-1221), prop de la llera de la Riera de les Arenes. La sortida del primer pilot estava programada a les 9 del matí i els participants disposaven de 7 hores (més una d'addicional amb penalització) per a completar la prova.
El recorregut establert, de vora 40 km, discorria en sentit contrari al de les busques del rellotge i estava en bona part comprès entre la V que formen les carreteres de Terrassa a Talamanca (BV-1221) i a Rellinars (B-122) a l'alçada de Matadepera. Sortint del restaurant Cavall Bernat en direcció nord, prop de Can Robert girava cap a la Torre de l'Àngel i travessava la carretera BV-1221 per sota el pont que hi ha cap al quilòmetre 6,6, on hi havia la zona número 5. El recorregut anava aleshores en direcció oest, cap a Rellinars i girava cap al nord, direcció La Calsina, fins que a l'alçada del Torrent de la Saiola (on hi havia la zona 10) tornava a enfilar cap a l'oest fins a arribar a Rellinars.
A les envistes del centre urbà d'aquest municipi, on hi havia la zona 14, el recorregut girava de cop cap al sud i discorria una estona en paral·lel a la carretera de Terrassa a Rellinars (B-122), on hi havia un seguit de zones ben properes les unes de les altres, fins a arribar a la rodalia del quilòmetre 14 d'aquesta carretera, on hi havia la zona 20, en què el traçat s'endinsava pel bosc cap a l'est, passant pel Torrent de la Font del Conill fins a trobar la zona 21, enfilant tot seguit cap a l'Obac, prop del quilòmetre 10 de la carretera BV-122. A l'alçada del quilòmetre 9 d'aquesta carretera el traçat tornava a enfilar recte en sentit est-sud-est, tot passant pel Collet de l'Os i Can Roure (on hi havia les zones 24 i 25 respectivament), fins que a l'alçada del quilòmetre 5 de la carretera de Talamanca la travessava per sota del pont proper a la urbanització de Can Marcet, iniciant aleshores la pujada vers el punt de sortida, situat al restaurant Cavall Bernat d'aquesta urbanització.
Durant tot aquest trajecte, el recorregut no entrava en cap moment dins els límits del Parc Natural de Sant Llorenç del Munt; per primer cop en la història d'aquesta prova, gran part de les seves zones es varen marcar dins el terme municipal de Rellinars, amb la qual cosa el trial perdia un dels seus principals al·licients -l'entorn paisatgístic privilegiat del massís de Sant Llorenç- i, al mateix temps, les seves zones deixaven de tenir les característiques d'aquells paratges (tradicionalment, grans esglaons rocosos i abundància de conglomerat).

## Zones
Bona part de les 25 zones marcades al llarg del recorregut estaven situades prop d'una de les dues carreteres esmentades o bé d'algun camí forestal (algunes fins i tot eren a tocar del centre urbà de Rellinars). N'hi havia, però, de molt allunyades i, per tant, accessibles fàcilment només en moto. Les zones eren les següents:
| Zona  | Nom              | Situació                                                                                     |
| ----- | ---------------- | -------------------------------------------------------------------------------------------- |
| 1 i 2 | El Gos Mort      | A peu o en moto, prop de la sortida                                                          |
| 3     | Centrifugat      | Prop de Can Robert                                                                           |
| 4     | Torre de l'Àngel | A 200 m del quilòmetre 7,2 de la carretera BV-1221                                           |
| 5     | Pont de la Riba  | Quilòmetre 6,6 sota el pont, al costat de la carretera                                       |
| 6     | Reietó           | Al Torrent de la Riba, a 700 m de la zona 5                                                  |
| 7     | Tobogan          | Íd.                                                                                          |
| 8     | Alberta          | Íd.                                                                                          |
| 9     | Ratolí           | Íd.                                                                                          |
| 10    | Casa Vella       | Prop de la Casa Vella de l'Obac, accés al quilòmetre 9,7 de la carretera B-122               |
| 11    | Tubo             | Accés en moto                                                                                |
| 12    | Les Boades       | Íd.                                                                                          |
| 13    | Yo, Claudio      | Íd.                                                                                          |
| 14    | La Bassa         | A Rellinars, quilòmetre 15,5 de la carretera B-122 (a l'interior del poble)                  |
| 15    | El Pont del Molí | Íd.                                                                                          |
| 16    | El Transformador | Prop del camp de futbol de Rellinars                                                         |
| 17    | Camp de futbol   | Íd.                                                                                          |
| 18    | Camp de tir      | Íd.                                                                                          |
| 19    | Many             | Prop del quilòmetre 13 de la carretera B-122                                                 |
| 20    | Zona de l'Aureli | Font de Carlets, accés al quilòmetre 12,5 de la carretera B-122                              |
| 21    | Conill           | Accés en moto, vora la Font del Conill                                                       |
| 22    | Serra Llarga     | Íd.                                                                                          |
| 23    | Dipòsit          | Íd.                                                                                          |
| 24    | Collet de l'Os   | Íd.                                                                                          |
| 25    | Cañon Colorado   | Prop del Club Deportiu Terrassa, a uns 500 metres del quilòmetre 5,8 de la carretera BV-1221 |

### Característiques
A tall d'exemple, tot seguit es descriuen algunes de les zones que s'assenyalaren per a aquest trial:
- Zona 8 ("Alberta"), pels verals del Torrent de la Riba. La seva principal dificultat era els tram d'esglaons de roques seguit d'un complicat gir final a l'esquerra.[9]
- Zona 18 ("Camp de tir"), a tocar de la carretera B-122. La zona començava a baix de tot del vessant de muntanya que anava a donar al revolt de la carretera de Rellinars que és a tocar de l'entrada de la vila. Calia pujar per un corriol costerut i serpentejant ple d'esglaons rocosos, pedres soltes i arrels, fins a arribar a dalt de tot, al costat de la carretera.
- Zona 19 ("Many"), a 200 m de l'anterior -des del seu començament s'albirava el de la zona 18. La zona començava al fons de la vall que mena a la Font de Carlets, i constava d'una pujada molt forta i llarga, tota recta però amb dos o tres alts esglaons entremig. Era una zona feréstega, enmig d'un alzinar i envoltada d'esbarzers, matolls i tota mena d'arbres frondosos.
- Zona 20 ("Zona de l'Aureli"), als voltants de la Font de Carlets. Una de les més difícils de la prova, començava amb un brusc descens sobre roca que anava a parar, després d'un revolt tancat, a un rierol. Tot seguit calia girar 90° i superar un alt esglaó per a iniciar un costerut ascens per la roca, amb terra solta i arrels; un cop superat l'escull, una forta baixada sobre la roca lliscant tornava a desembocar al rierol, el qual calia passar a gual i pujar després un fort i llarg pendent de terra.[9]

## Participants

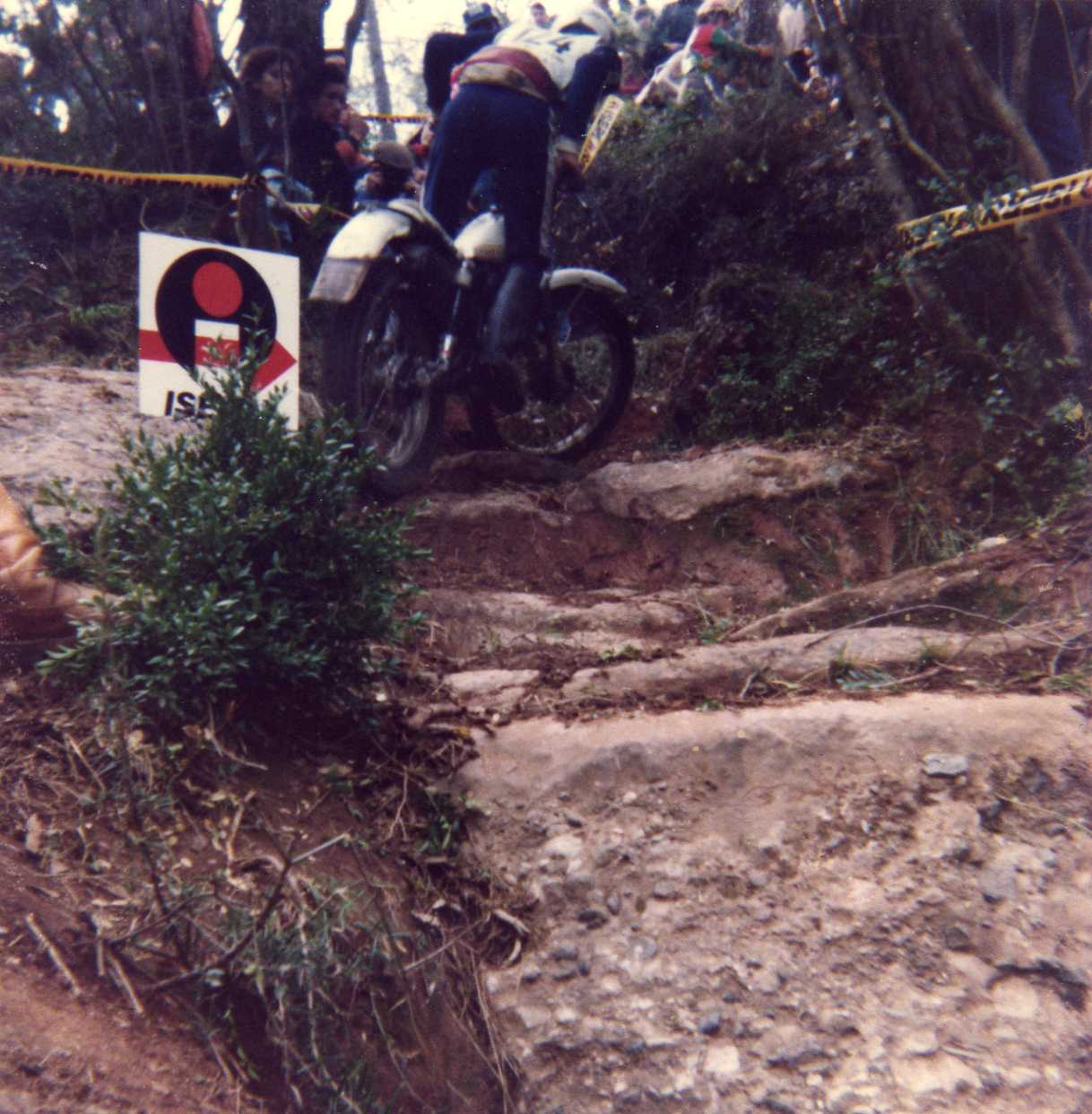
Eddy Lejeune amb l'Honda TL 200 a la Zona 18 ("Camp de tir"). Hi participà fora de concurs en tenir només 17 anys

A l'edició de 1979 s'hi varen presentar tots els equips dels fabricants que en aquell moment competien al mundial, compostos pels següents pilots oficials:
| - Bultaco: - Yrjö Vesterinen (FIN) - Martin Lampkin (GB) - Bernie Schreiber (USA) - Manuel Soler (CA) - Joe Wallman (A) - Fred Michaud (F) - Ettore Baldini (I) - Montesa: - Ulf Karlson (S) - Nigel Birkett (GB) - Jean-Marie Lejeune (B) - Felix Krahnstöver (D) - Christian Desnoyers (F) - Fulvio Adamoli (I) - Malcolm Rathmell (GB) - Marland Whaley (USA) - Jaume Subirà (CA) - Miquel Cirera (CA) - Jean-Luc Colson (B) | - Suzuki: - John Reynolds (GB) - Chris Sutton (GB) - Honda: - Rob Shepherd (GB) - SWM: - Charles Coutard (F) - Francesc Payà (CA) - Timo Ryysy (FIN) - Giovanni Tosco (I) - Danilo Galeazzi (I) - OSSA: - Mick Andrews (GB) - Albert Juvanteny (CA) - Joaquim Abad (CA) - KTM: Walter Luft (A) - Puch: Franz Trummer (A) - CCM: David Thorpe (GB) |

Notes
1. ↑  Toni Gorgot, pilot oficial de Bultaco, es perdé la prova a causa d'una lesió que havia patit feia poc.[11]
2. ↑  Malgrat no ser encara oficial de la marca, cal esmentar també la participació d'Eddy Lejeune a la prova amb la seva Honda TL 200 particular, tot i que ho hagué de fer fora de concurs pel fet de no tenir encara els 18 anys prescriptius.[12]
3. ↑  Tant Andrews com Juvanteny provaren en aquest trial sengles prototipus d'allò que acabaria esdevenint el nou model d'OSSA, la TR 80.

## Classificació

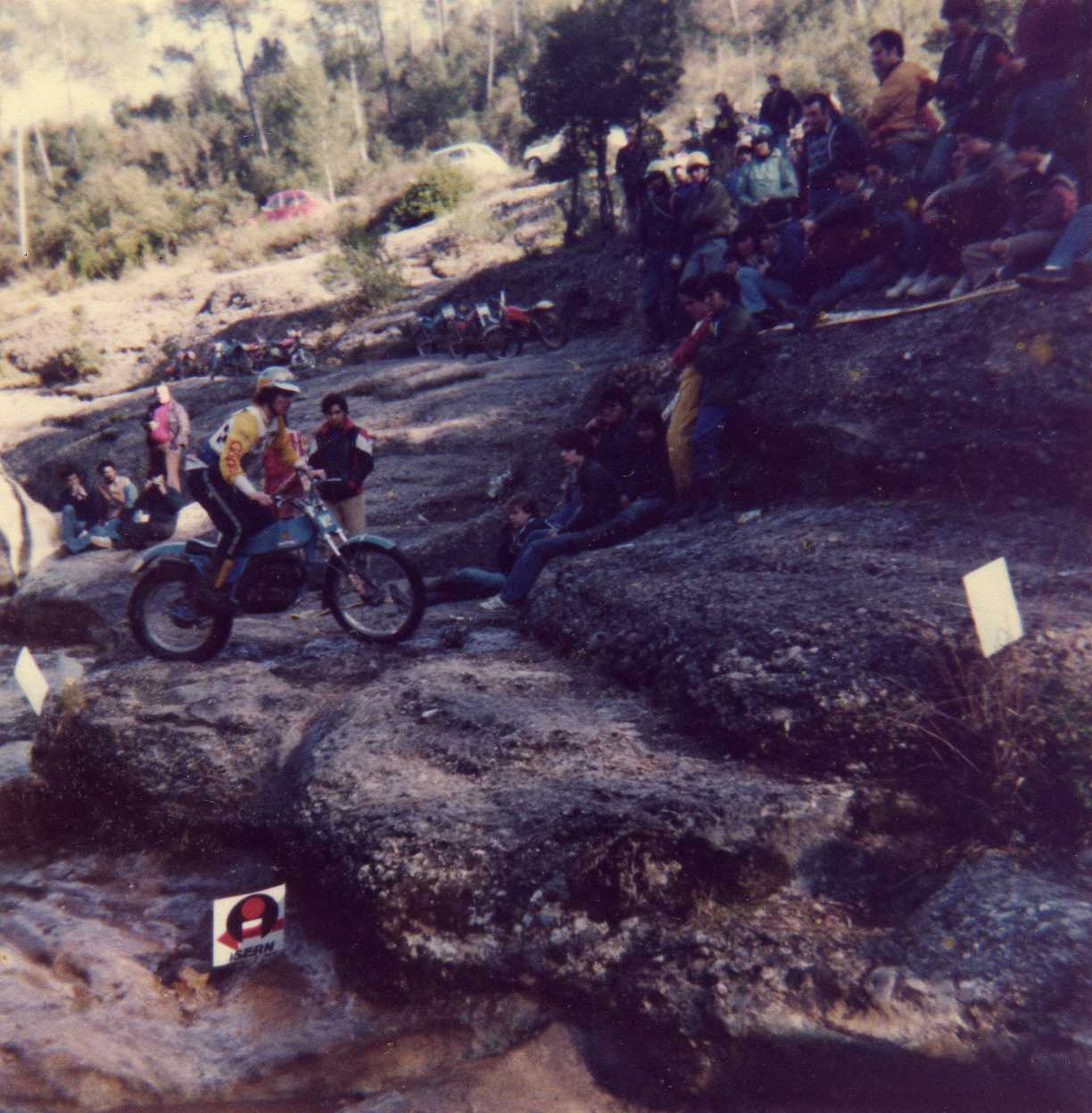
Bernie Schreiber, guanyador de la prova, a la Zona 20 ("Zona de l'Aureli")

| Posició | Pilot             | Motocicleta | Punts |
| ------- | ----------------- | ----------- | ----- |
| 1       | Bernie Schreiber  | Bultaco     | 50,5  |
| 2       | Jaume Subirà      | Montesa     | 57,7  |
| 3       | Marland Whaley    | Montesa     | 61,9  |
| 4       | Yrjö Vesterinen   | Bultaco     | 67,3  |
| 5       | Martin Lampkin    | Bultaco     | 71,6  |
| 6       | Ulf Karlson       | Montesa     | 72,6  |
| 7       | Rob Shepherd      | Honda       | 76,2  |
| 8       | Josep Jo          | Bultaco     | 83,9  |
| 9       | Manuel Soler      | Bultaco     | 87,5  |
| 10      | Felix Krahnstöver | Montesa     | 88,2  |